# Dienstgrade der afghanischen Streitkräfte
Dieser Artikel behandelt die Dienstgradabzeichen der afghanischen Streitkräfte ab 1993. 2002 wurde die Afghanische Nationalarmee gegründet, die nach der Machtübernahme der Taliban im August 2021 faktisch nicht mehr existiert.

## Dienstgrade

### Heer
| Offiziere           | Offiziere            | Offiziere        | Offiziere        | Offiziere        | Offiziere        | Offiziere      | Offiziere      | Offiziere      | Offiziere              | Offiziere              | Offiziere              | Offiziere              | Offiziere        |
| Dienstgradgruppe    | Generale (جنرال)     | Generale (جنرال) | Generale (جنرال) | Generale (جنرال) | Generale (جنرال) | Stabsoffiziere | Stabsoffiziere | Stabsoffiziere | Hauptleute / Leutnante | Hauptleute / Leutnante | Hauptleute / Leutnante | Hauptleute / Leutnante | Offizieranwärter |
| ------------------- | -------------------- | ---------------- | ---------------- | ---------------- | ---------------- | -------------- | -------------- | -------------- | ---------------------- | ---------------------- | ---------------------- | ---------------------- | ---------------- |
| Schulterklappe      |                      |                  |                  |                  |                  |                |                |                |                        |                        |                        |                        |                  |
| Dienstgrad          | Generalfeldmarschall | General          | Generalleutnant  | Generalmajor     | Brigadegeneral   | Oberst         | Oberstleutnant | Major          | Stabshauptmann         | Hauptmann              | Leutnant               | Unterleutnant          | Offiziersschüler |
| Pascht. Bezeichnung | مارشال               | ستر جنرال        | ډگرجنرال         | تورن جنرال       | برید جنرال       | ډگروال         | ډگرمن          | جگرن           | جگتورن                 | تورن                   | لمړی بريدمن            | دوهم بریدمن            | دریم بریدمن      |
| Transliteration     | Marschal             | Setar Jenral     | Dagar Jenral     | Turan Jenral     | Brid Jenral      | Dagarwal       | Dagarman       | Jagran         | Jag Turan              | Turan                  | Lomri Baridman         | Dvahomi Baridman       | Dreyom Baridman  |
| NATO-Rangcode       | OF-10                | OF-9             | OF-8             | OF-7             | OF-6             | OF-5           | OF-4           | OF-3           | OF-2                   | OF-2                   | OF-1                   | OF-1                   | OF(D)            |

| Unteroffiziere      | Unteroffiziere                                   | Unteroffiziere  | Unteroffiziere  | Unteroffiziere        | Unteroffiziere     | Unteroffiziere | Mannschaften    | Mannschaften  | Mannschaften   |
| Dienstgradgruppe    | Fachdienstoffizier mit Dienstgrad unter Leutnant | Unteroffiziere  | Unteroffiziere  | Unteroffiziere        | Unteroffiziere     | Unteroffiziere | Mannschaften    | Mannschaften  | Mannschaften   |
| ------------------- | ------------------------------------------------ | --------------- | --------------- | --------------------- | ------------------ | -------------- | --------------- | ------------- | -------------- |
| Schulterklappe      |                                                  |                 |                 |                       |                    |                |                 |               | kein Abzeichen |
| Dienstgrad          | kein Äquivalent                                  | kein Äquivalent | Hauptfeldwebel  | Feldwebel             | Stabsunteroffizier | Korporal       | kein Äquivalent | Obergefreiter | Schütze        |
| Pascht. Bezeichnung |                                                  |                 | سرپرگمشر قدمدار | معاون سرپرگمشر قدمدار | سرپرگمشر           | معاون سرپرگمشر |                 | پرگمشر        | جندي           |
| Transliteration     |                                                  |                 |                 |                       |                    |                |                 |               |                |
| NATO-Rangcode       | OR-9                                             | OR-8            | OR-7            | OR-6                  | OR-5               | OR-4           | OR-3            | OR-2          | OR-1           |

### Luftwaffe
| Offiziere           | Offiziere                | Offiziere        | Offiziere        | Offiziere        | Offiziere        | Offiziere      | Offiziere      | Offiziere      | Offiziere              | Offiziere              | Offiziere              | Offiziere              | Offiziere        |
| Dienstgradgruppe    | Generale (جنرال)         | Generale (جنرال) | Generale (جنرال) | Generale (جنرال) | Generale (جنرال) | Stabsoffiziere | Stabsoffiziere | Stabsoffiziere | Hauptleute / Leutnante | Hauptleute / Leutnante | Hauptleute / Leutnante | Hauptleute / Leutnante | Offizieranwärter |
| ------------------- | ------------------------ | ---------------- | ---------------- | ---------------- | ---------------- | -------------- | -------------- | -------------- | ---------------------- | ---------------------- | ---------------------- | ---------------------- | ---------------- |
| Schulterklappe      |                          |                  |                  |                  |                  |                |                |                |                        |                        |                        |                        |                  |
| Dienstgrad          | General of the Air Force | General          | Generalleutnant  | Generalmajor     | Brigadegeneral   | Oberst         | Oberstleutnant | Major          | Stabshauptmann         | Hauptmann              | Leutnant               | Unterleutnant          | Offiziersschüler |
| Pascht. Bezeichnung | مارشال                   | ستر جنرال        | ډگرجنرال         | تورن جنرال       | برید جنرال       | ډگروال         | ډگرمن          | جگرن           | جگتورن                 | تورن                   | لمړی بريدمن            | دوهم بریدمن            | دریم بریدمن      |
| Transliteration     | Marschal                 | Setar Jenral     | Dagar Jenral     | Turan Jenral     | Brid Jenral      | Dagarwal       | Dagarman       | Jagran         | Jag Turan              | Turan                  | Lomri Baridman         | Dvahomi Baridman       | Dreyom Baridman  |
| NATO-Rangcode       | OF-10                    | OF-9             | OF-8             | OF-7             | OF-6             | OF-5           | OF-4           | OF-3           | OF-2                   | OF-2                   | OF-1                   | OF-1                   | OF(D)            |

| Unteroffiziere      | Unteroffiziere                                   | Unteroffiziere  | Unteroffiziere  | Unteroffiziere        | Unteroffiziere     | Unteroffiziere | Mannschaften    | Mannschaften  | Mannschaften |
| Dienstgradgruppe    | Fachdienstoffizier mit Dienstgrad unter Leutnant | Unteroffiziere  | Unteroffiziere  | Unteroffiziere        | Unteroffiziere     | Unteroffiziere | Mannschaften    | Mannschaften  | Mannschaften |
| ------------------- | ------------------------------------------------ | --------------- | --------------- | --------------------- | ------------------ | -------------- | --------------- | ------------- | ------------ |
| Schulterklappe      |                                                  |                 |                 |                       |                    |                |                 |               |              |
| Dienstgrad          | kein Äquivalent                                  | kein Äquivalent | Hauptfeldwebel  | Feldwebel             | Stabsunteroffizier | Korporal       | kein Äquivalent | Obergefreiter | Schütze      |
| Pascht. Bezeichnung |                                                  |                 | سرپرگمشر قدمدار | معاون سرپرگمشر قدمدار | سرپرگمشر           | معاون سرپرگمشر |                 | پرگمشر        | جندي         |
| Transliteration     |                                                  |                 |                 |                       |                    |                |                 |               |              |
| NATO-Rangcode       | OR-9                                             | OR-8            | OR-7            | OR-6                  | OR-5               | OR-4           | OR-3            | OR-2          | OR-1         |